# Liste der Nummer-eins-Hits in den Cash Box Charts (1990)
Diese Liste enthält alle Nummer-eins-Hits in den amerikanischen Cash Box Charts im Jahr 1990. Es gab in diesem Jahr 30 Nummer-eins-Singles.
| Singles |
| --- |
| - Phil Collins – Another Day in Paradise - 5 Wochen (16. Dezember 1989 – 19. Januar 1990) - Technotronic feat. Felly – Pump Up the Jam - 2 Wochen (20. Januar – 2. Februar) - Rod Stewart – Downtown Train - 1 Woche (3. Februar – 9. Februar) - Paula Abdul und Wild Pair – Opposites Attract - 2 Wochen (10. Februar – 23. Februar) - Seduction – Two to Make It Right - 1 Woche (24. Februar – 2. März) - Roxette – Dangerous - 1 Woche (3. März – 9. März) - Janet Jackson – Escapade - 3 Wochen (10. März – 30. März) - Alannah Myles – Black Velvet - 2 Wochen (31. März – 13. April) - Taylor Dayne – Love Will Lead You Back - 1 Woche (14. April – 20. April) - Tommy Page – I’ll Be Your Everything - 1 Woche (21. April – 27. April) - Sinéad O’Connor – Nothing Compares 2 U - 3 Wochen (28. April – 18. Mai) - Madonna – Vogue - 2 Wochen (20. Mai – 1. Juni, insgesamt 3 Wochen) - Heart – All I Wanna Do Is Make Love to You - 1 Woche (2. Juni – 8. Juni) - Madonna – Vogue - 1 Woche (9. Juni – 15. Juni, insgesamt 3 Wochen) - Wilson Phillips – Hold On - 1 Woche (16. Juni – 22. Juni) - New Kids on the Block – Step by Step - 5 Wochen (23. Juni – 27. Juli) - Glenn Medeiros feat. Bobby Brown − She Ain’t Worth It - 2 Wochen (28. Juli – 10. August) - Mariah Carey – Vision of Love - 2 Wochen (11. August – 24. August) - Janet Jackson – Come Back to Me - 1 Woche (25. August – 31. August) - Sweet Sensation – If Wishes Came True - 1 Woche (1. September – 7. September) - Jon Bon Jovi – Blaze of Glory - 2 Wochen (8. September – 21. September) - Prince – Thieves in the Temple - 2 Wochen (22. September – 5. Oktober) - Nelson – (Can’t Live Without Your) Love and Affection - 1 Woche (6. Oktober – 12. Oktober) - George Michael – Praying for Time - 2 Wochen (13. Oktober – 26. Oktober) - James Ingram – I Don’t Have the Heart - 1 Woche (27. Oktober – 2. November) - Vanilla Ice – Ice Ice Baby - 2 Wochen (3. November – 16. November) - Mariah Carey – Love Takes Time - 2 Wochen (17. November – 30. November) - Whitney Houston – I’m Your Baby Tonight - 2 Wochen (1. Dezember – 14. Dezember) - Stevie B – Because I Love You (The Postman Song) - 2 Wochen (15. Dezember – 28. Dezember) - Madonna – Justify My Love - 4 Wochen (29. Dezember 1990 – 25. Januar 1991) |